# (33175) 1998 FP5
1998 FP5 (asteroide 33175) é um asteroide da cintura principal. Possui uma excentricidade de 0.11144500 e uma inclinação de 6.48785º.
Este asteroide foi descoberto no dia 22 de março de 1998 por Adrián Galád e Alexander Pravda em Modra.